# Konttijärvi (sjö, lat 66,40, long 25,73)
Konttijärvi är en sjö i Finland. Den ligger i kommunen Rovaniemi i landskapet Lappland, i den norra delen av landet, 700 km norr om huvudstaden Helsingfors. Konttijärvi ligger 205,5 meter över havet. Arean är 1,2 hektar och strandlinjen är 0,5 kilometer lång. Sjön  ingår i Kemi älvs huvudavrinningsområde. 